# 6-й отдельный мотоциклетный полк
6-й отдельный мотоциклетный полк — воинская часть РККА Вооружённых Силах СССР в Великой Отечественной войне.
Полное наименование — 6-й отдельный Черкасский Краснознамённый ордена Богдана Хмельницкого мотоциклетный полк.

## История
Сформирован 25 марта 1944 г. на базе 173-й танковой бригады. Штат № 010/433.
Командир полка: подполковник Мусатов Валентин Николаевич (на март 1945)
Начальник штаба полка: А. П. Иванов
Периоды вхождения в состав действующей армии: 6.6.44—6.9.44, 10.9.44—27.9.44, 22.11.44—9.5.45
С июня 1944 года по май 1945 года входил в состав 1-й гвардейской танковой армии.
14 января 1945 года 6-й отдельный Черкасский Краснознамённый мотоциклетный полк (1-я гвардейская танковая армия, 1-й Белорусский фронт) при переправе через реку Оджувол (Польша) догнал отходящую немецкую колонну, в арьергарде которой находилось несколько «Пантер». В полку, кроме двухсот мотоциклов, была танковая рота танков «Валентайн IX» из 10-ти машин, артиллерийский дивизион двухротного состава из 8-ми САУ СУ-57 (T48), батарея 76-мм пушек ЗИС-3, которые буксировались БТР МЗА1 «Скаут кар», а также пулемётная рота «Максимов» (12 штук), установленных на «Виллисах», и рота автоматчиков на 13-ти бронетранспортёрах МЗА1.
После недолгого совещания было решено ударить не по «хвосту», а по «голове» колонны, предварительно отрезав немцев от переправы.
Командир 6-го отдельного мотоциклетного полка В. Н. Мусатов выделил для операции танковую роту Долгополова («Валентайн IX») из шести машин и дивизион СУ-57, посадив на бронетранспортеры десант автоматчиков. Руководить группой был назначен майор Иванов.
На полной скорости, обойдя колонну с фланга через поле, советские танки и самоходки захватили мост и ударили по голове колонны. У немцев поднялась страшная суматоха. Началась стрельба. Автомашины свернули влево на открытое поле, но там оказалось много канав. Побросав машины, немцы стали разбегаться, побежав уже вправо к лесу. И тут по ним ударили пулемёты подоспевших мотоциклистов… «Пантеры», шедшие в арьергарде колонны, не стали ввязываться в бой и поспешили уйти за реку, найдя брод.
Так как немецкие части были рассеяны, требовалось подсчитать трофеи и доложить об итогах боя вышестоящему командованию. Но 1-я Гвардейская танковая армия непрерывно продвигалась на Запад, и полк должен был обеспечивать разведку одного из его флангов. Поэтому в штаб армии отправили простое и наглядное донесение: «Полк разгромил колонну противника длиной в 5 километров».

## Состав
- мотоциклетный батальон
- истребительно-противотанковый дивизион
- танковая рота
- миномётная рота
- пулемётная рота
- автомобильная рота
- обеспечение

## Вооружение
- 10 танков (Т-34 и «Валентайн IX»),
- 13 «Скаутов» (M3),
- 5 бронетранспортёров (M2, MK. I «Универсал»),
- 3 бронемашины (БА-64),
- 214 мотоциклов при численности 1188 человек.

## 173-я танковая бригада
Командиры бригады:
- подполковник Малик Трофим Федорович [с 01.04.1942 по 15.07.1942]
- полковник Таламанов Николай Федорович [с 16.07.1942 по 15.08.1942]
- подполковник Походзеев Георгий Антонович [с 16.08.1942 по 11.10.1942]
- генерал-лейтенант т/в Мишулин Василий Александрович [с 12.10.1942 по 19.06.1943]
- подполковник, с 11.07.1943 полковник Коротков Василий Иванович [с 20.06.1943 по 25.03.1944]

173-я танковая бригада входила в состав 57-й армии, принимавшей участие в Курской битве, и сражавшейся на Юго-Западном фронте.

## Почётные наименования и награды полка
- Почетное наименование Черкасский — В ознаменование одержанной победы и отличие в боях за освобождение города Черкассы. Приказ Верховного Главнокомандующего от 14 декабря 1943 года.
- Орден Красного Знамени — За образцовое выполнение заданий командования в боях с немецкими захватчиками, за овладение городами Перемышль и Ярослав и проявленные при этом доблесть и мужество. Указ Президиума Верховного Совета СССР от 10.08.1944 года.
- Орден Богдана Хмельницкого II степени — За образцовое выполнение заданий командования в боях с немецкими захватчиками при прорыве обороны немцев восточнее города Штаргард и овладении городами Бервальде, Темпельбург, Фалькенбург, Драмбург, Вангерин, Лабес, Фрайенвальде, Шифельбайн, Регенвальде, Керлин и проявленные при этом доблесть и мужество. Указ Президиума Верховного Совета СССР от 26.04.1945 года.

## Отличившиеся воины
- Мусатов, Валентин Николаевич, подполковник, командир полка. Указ Президиума Верховного Совета СССР от 29.06.1945 года. Медаль «Золотая Звезда» (СССР) № 5233.[1]